# NLM Cityhopper-vlucht 431
De ramp met NLM Cityhopper-vlucht 431 (ook wel bekend als vliegtuigongeval Moerdijk) vond plaats op 6 oktober 1981 om ±17:15u nabij de chemische fabriek van Shell te Moerdijk, op een talud van de spoorlijn langs de weg Moerdijk–Klundert in de toenmalige gemeente Zevenbergen.
Bij het ongeval was een Fokker F28 van de maatschappij NLM betrokken. Alle zeventien inzittenden (dertien passagiers en vier bemanningsleden) kwamen hierbij om het leven, evenals een brandweerman op de grond, die een hartaanval kreeg toen hij het vliegtuig zag verongelukken. De slachtoffers waren negen Duitse, twee Britse, een Amerikaanse en een Nederlandse passagier, en vier Nederlandse bemanningsleden.
De stoffelijke resten van vier personen konden niet geïdentificeerd worden en rusten in een gezamenlijk graf op de Nieuwe Oosterbegraafplaats te Amsterdam.

## Verloop van de vlucht
Het toestel was om 17:04 uur opgestegen van Rotterdam Airport en was op weg naar Eindhoven Airport waar het een tussenlanding zou maken. De eindbestemming was Hamburg.
De gezagvoerder van het toestel verlegde tot driemaal toe de koers van het toestel om om een onweersbui heen te vliegen. Hierover was contact met Dutch Mil, de militaire luchtverkeersleiding in Nieuw-Milligen. Eurocontrol in het Limburgse Beek zag het toestel (met twee blips op het radarscherm) van de radar verdwijnen.

## Oorzaak
Het toestel stortte neer als gevolg van een tornado, ontstaan bij onweer. Hierdoor kwam in korte tijd een grote G-belasting op een van de vleugels, die als gevolg van het overschrijden van de gestelde limieten (de zogenaamde "ultimate load" voor de vleugel) afbrak.

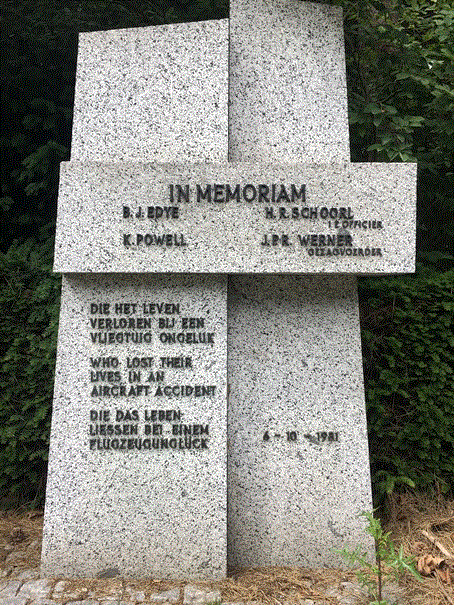
Monument op de De Nieuwe Oosterbegraafplaats ter nagedachtenis van de vliegramp.

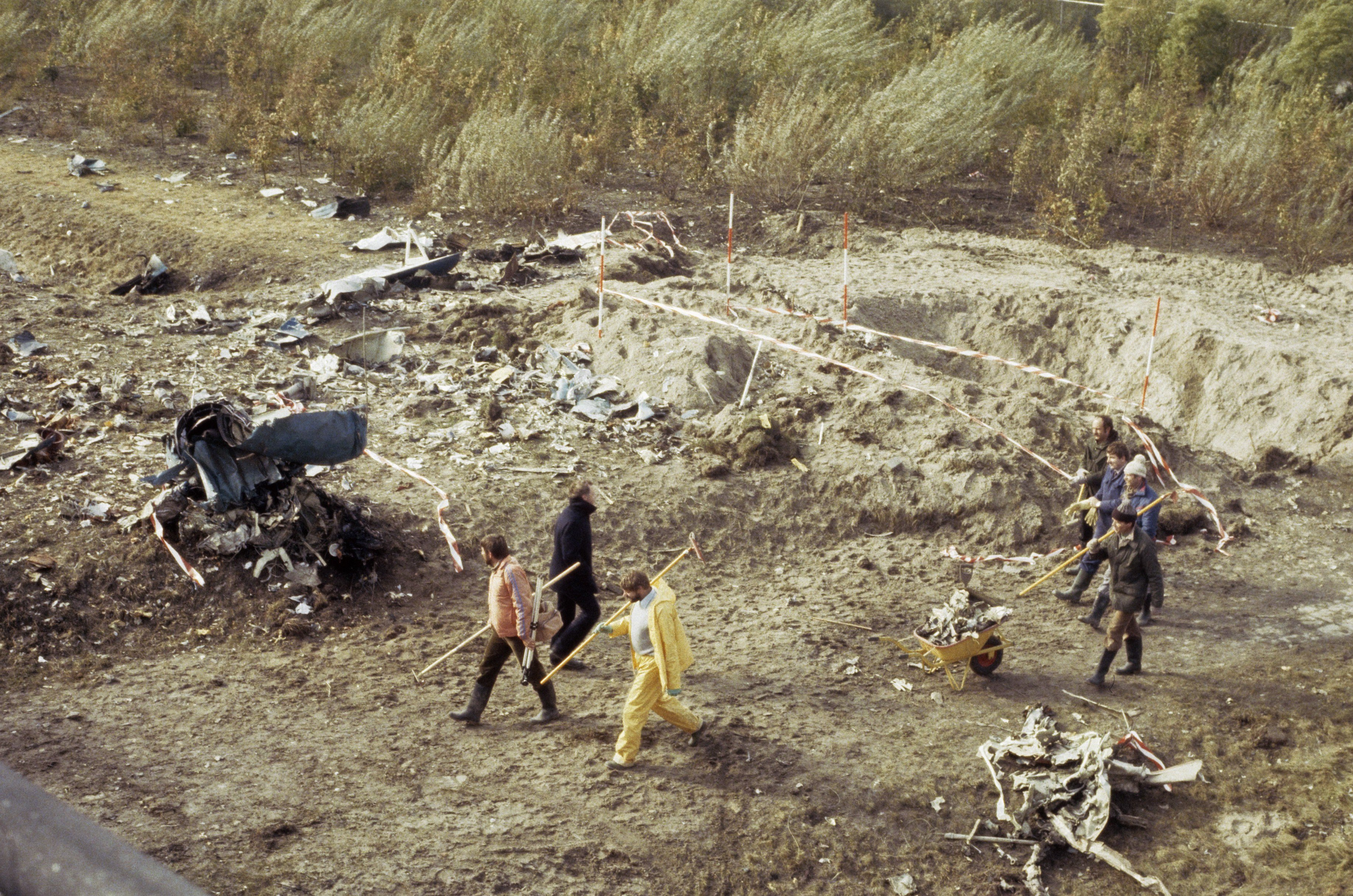
Berging van vliegtuigresten en stoffelijke resten van slachtoffers